# Wada Ei

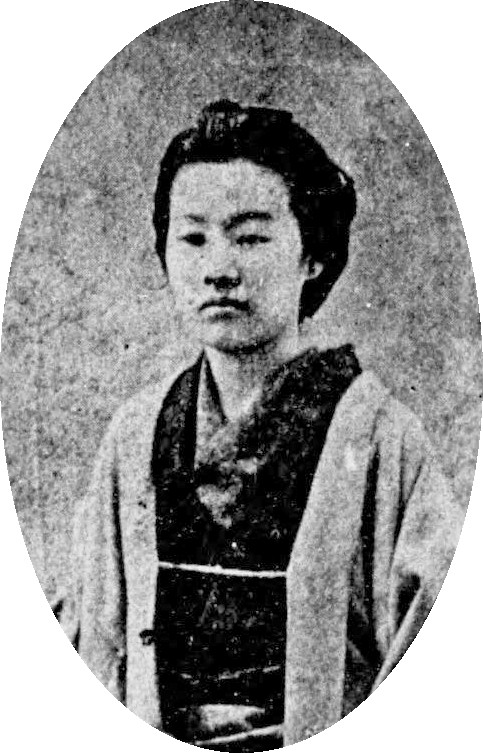
Wada Ei

Wada Ei (en japonés:和田 英, de soltera: 横田, Yokota, Matsushiro, Provincia de Shinano hoy Prefectura de Nagano, 8 de octubre de 1857-ibídem, 26 de septiembre de 1929) era una obrera textil y diarista japonesa de la era Meiji. La recordamos por sus memorias « Diario de Tomioka » (Tomioka Nikki), publicadas por su hijo tras su muerte. En ellas narra su crónica como trabajadora de la manufactura de seda de Tomioka.
Su padre, Kazuma Yokota (横田数馬 ), era samurái y en 1878 se casó con Seiji Wada (和田 盛 治).